# 6705 Rinaketty
A 6705 Rinaketty (ideiglenes jelöléssel 1988 RK5) a Naprendszer kisbolygóövében található aszteroida. Henri Debehogne fedezte fel 1988. szeptember 2-án.